# Hầu Kiến Quốc
Hầu Kiến Quốc (tiếng Trung giản thể: 侯建国, bính âm Hán ngữ: Hóu Jiàn Guó, sinh tháng 10 năm 1959, người Hán) là nhà khoa học, chính trị gia nước Cộng hòa Nhân dân Trung Hoa. Ông là Ủy viên Ủy ban Trung ương Đảng Cộng sản Trung Quốc khóa XX, khóa XIX, hiện là Bí thư Đảng tổ, Viện trưởng thứ bảy của Viện Khoa học Trung Quốc. Ông từng là Phó Bí thư Đảng tổ, Phó Viện trưởng; Bí thư Đảng tổ, Phó Cục trưởng Tổng cục Giám đốc chất lượng, Kiểm nghiệm, Kiểm dịch Quốc gia; Phó Bí thư chuyên chức Đảng ủy Quảng Tây; Phó Bộ trưởng Bộ Khoa học và Công nghệ; và Hiệu trưởng Đại học Khoa học Kỹ thuật Trung Quốc.
Hầu Kiến Quốc là đảng viên Đảng Cộng sản Trung Quốc, học hàm, học vị Giáo sư, Tiến sĩ Vật lý học, là Viện sĩ Viện Khoa học Trung Quốc, Viện sĩ Viện Hàn lâm Khoa học Thế giới. Ông có sự nghiệp nghiên cứu khoa học trong lĩnh vực vật lý học, hóa học, là nhà khoa học tự nhiện nổi tiếng trước khi bước vào chính trường Trung Quốc.

## Xuất thân và giáo dục
Hầu Kiến Quốc sinh tháng 10 năm 1959 tại huyện Phúc Thanh thuộc chuyên khu Tấn Giang, chuyên khu Mân Hầu, nay là thành phố cấp huyện Phúc Thanh thuộc thủ phủ Phúc Châu, tỉnh Phúc Kiến, Cộng hòa Nhân dân Trung Hoa. Ông lớn lên và tốt nghiệp cao trung ở Phúc Thanh vào tháng 5 năm 1976, làm công nhân ở Nhà máy Cơ giới công nghiệp nhẹ (轻工机械厂) huyện Phúc Thanh giai đoạn này. Hai năm sau, ông dừng công việc, quyết định thi đại học và thi đỗ Đại học Khoa học Kỹ thuật Trung Quốc rồi tới thủ phủ Hợp Phì của An Huy để nhập học Khoa Vật lý của trường từ tháng 9 năm 1978, tốt nghiệp Cử nhân chuyên ngành Tinh thể vào tháng 7 năm 1982. Sau đó, ông trúng tuyển nghiên cứu sinh sau đại học, tiếp tục theo học cao học ở trường Khoa Kỹ, nhận bằng Thạc sĩ Vật lý chất rắn, rồi tham gia nghiên cứu chủ đề vật lý vật chất ngưng tụ ở Trung tâm Vật lý cơ bản của trường, trở thành Tiến sĩ Vật lý năm 1989. Hầu Kiến Quốc được kết nạp Đảng Cộng sản Trung Quốc vào tháng 12 năm 1985.

## Sự nghiệp

### Nghiên cứu khoa học
Tháng 7 năm 1989, sau hơn 10 năm liên tục học tập và trở thành tiến sĩ, Hầu Kiến Quốc bắt đầu sự nghiệp khoa học khi được nhận vào Viện Khoa học Trung Quốc, điều về Sở nghiên cứu Kết cấu vật chất ở Phúc Kiến làm công tác nghiên cứu sau tiến sĩ. Trong giai đoạn những năm 90, ông liên tục tham gia hoạt động nghiên cứu trong nước và quốc tế, trong đó được cử sang Liên Xô công tác ở Phòng thí nghiệm Kính hiển vi điện tử của Viện Hàn lâm Khoa học Liên Xô; sang Hoa Kỳ hai đợt, gồm công tác nghiên cứu sau tiến sĩ ở Khoa Vật lý, Đại học California tại Berkeley giai đoạn 1991–93, là học giả thỉnh giảng cấp cao tại Khoa Hóa học, Đại học Tiểu bang Oregon giai đoạn 1993–95.
Năm 1995, Hầu Kiến Quốc trở về Trung Quốc, là giảng viên Trung tâm Vật lý cơ sở của Đại học Khoa học Kỹ thuật, được Quỹ Khoa học thanh niên kiệt xuất Trung Quốc (国家杰出青年科学基金) tài trợ kinh phí trong lĩnh vực khoa học. Năm 1997, ông chuyển sang làm Chủ nhiệm Trung tâm Phân tích thành phần kết cấu, nghiên cứu cấu trúc vật chất, rồi Chủ nhiệm Trung tâm Khoa học vật lý và hóa học, liên kết hai lĩnh vực này từ 1999, được hỗ trợ kinh phí bởi Quỹ Khoa học Nhóm nghiên cứu sáng tạo của Ủy ban Quỹ Khoa học tự nhiên Quốc gia. Bên cạnh đó, ông cũng là Chủ nhiệm Phòng thí nghiệm trọng điểm Phân tích kết cấu của Viện Khoa học, Phó Chủ nhiệm thường vụ Phòng thí nghiệm Quốc gia về vật chất vi mô ở Hợp Phì, một cơ sở thí nghiệm mới được chuẩn bị vào tháng 8 năm 2004. Thời gian này, ông được phong chức danh giáo sư và được bầu làm Viện sĩ Viện Khoa học từ tháng 11 năm 2003, Viện sĩ Viện Hàn lâm Khoa học Thế giới thứ ba từ tháng 11 năm 2004.

### Chính trường
Năm 2000, Hầu Kiến Quốc được bổ nhiệm làm Phó Hiệu trưởng Đại học Khoa học Kỹ thuật Trung Quốc, rồi Phó Hiệu trưởng thường vụ, cấp chính cục từ 2005, bắt đầu sự nghiệp chính trường. Đến năm 2008, ông được thăng chức là Hiệu trưởng, cấp phó bộ trưởng, rồi được bầu làm Ủy viên Ủy ban Thường vụ Đại hội Đại biểu Nhân dân Toàn quốc Cộng hòa Nhân dân Trung Hoa khóa XI nhiệm kỳ 2008–13, đến 2015 thì được chuyển tới trung ương, là Thành viên Đảng tổ, Phó Bộ trưởng Bộ Khoa học và Công nghệ từ ngày 24 tháng 1. Ngày 2 tháng 11 năm 2016, ông được điều tới khu tự trị dân tộc Tráng Quảng Tây, vào Ban Thường vụ Khu ủy, nhậm chức Phó Bí thư Khu ủy kiêm Hiệu trưởng Trường Đảng Quảng Tây, công tác ở đây trong thời gian ngắn, được điều về trung ương và giữ chức Bí thư Đảng tổ, Phó Cục trưởng Tổng cục Giám đốc chất lượng, Kiểm nghiệm, Kiểm dịch Quốc gia (AQSIQ) từ ngày 1 tháng 7 năm 2016.
Tháng 10 năm 2017, Hầu Kiến Quốc tham gia đại hội đại biểu toàn quốc, được bầu làm Ủy viên Ủy ban Trung ương Đảng Cộng sản Trung Quốc khóa XIX tại Đại hội Đảng Cộng sản Trung Quốc lần thứ 19. Tháng 3 năm 2018, ở Nhân Đại Trung Quốc khóa XIII nhiệm kỳ mới, AQSIQ được giải thể, ông được điều trở lại Viện Khoa học, nhậm chức Phó Bí thư Đảng tổ, Phó Viện trưởng thường vụ cấp bộ trưởng, kiêm Bí thư Đảng ủy Cơ quan trực thuộc Viện, Hiệu trưởng Trường Đảng Viện Khoa học. Ngày 26 tháng 11 năm 2020, Hầu Kiến Quốc được bổ nhiệm làm Bí thư Đảng tổ, Viện trưởng Viện Khoa học Trung Quốc, và là Viện trưởng thứ 7 của cơ quan này. Cuối năm 2022, ông tham gia Đại hội Đảng Cộng sản Trung Quốc lần thứ XX từ đoàn đại biểu khối cơ quan trung ương Đảng và Nhà nước. Trong quá trình bầu cử tại đại hội, ông được bầu là Ủy viên Ủy ban Trung ương Đảng Cộng sản Trung Quốc khóa XX.

## Công trình khoa học
Trong hoạt động nghiên cứu khoa học, Hầu Kiến Quốc tập trung nghiên cứu về việc phân giải liên kết hóa học của đơn phân, kiểm soát trạng thái quay (spin) của đơn phân tử, quang phổ Raman đơn phân tử phân giải dưới dạng sub-nanometer. Cụ thể, ông nghiên cứu về fractal, thực hiện trên sự kết tinh trong các màng kim loại/chất bán dẫn vô định hình, mục tiêu là phân tích cơ chế của kết tinh fractal trong các điều kiện khác nhau, dựa trên phương pháp nghiên cứu có hệ thống bằng các thí nghiệm và mô phỏng máy tính, mô hình tăng trưởng tự tổ chức mới của kết tinh fractal được đề xuất trên cơ sở một số lượng lớn các quan sát thực nghiệm. Ông nghiên cứu để xác định định hướng của sự hấp phụ phân tử trên bề mặt chất rắn, xác định hướng hấp phụ của các đơn phân tử fuleren (C60) trên bề mặt silicon thông qua hình ảnh kính hiển vi quét có độ phân giải cao và phương pháp quang phổ kết hợp với mô phỏng lý thuyết.
Về cấu trúc trong phân tử, ông và các cộng sự đã sử dụng công nghệ tự lắp ráp phân tử để cô lập hiệu quả sự tương tác giữa chất nền và C60, và thu được hình ảnh kính hiển vi quét đường hầm đơn phân tử, phát hiện hình ảnh đơn phân tử có độ phân giải liên kết hóa học và cấu trúc miền định hướng mới của mảng đơn phân tử hai chiều. Với kiểm soát trạng thái spin của đơn phân tử đạt được thông qua liên kết hóa học của đơn phân tử được chọn lọc, ông đã thực hiện phân giải phân tử trên PcCu bằng cách sử dụng một đầu dò của kính hiển vi quét xuyên hầm, cho thấy hiệu ứng Kondo.

## Giải thưởng
Trong sự nghiệp của mình, Hầu Kiến Quốc được tặng cũng như giành được nhiều giải thưởng, trong đó có:
- Giải Nhất Khoa học tự nhiên của Viện Khoa học, 1997;
- Giải Nhì Khoa học tự nhiên toàn quốc của Quốc vụ viện, 2005;
- Vinh danh "10 công trình khoa học kỹ thuật tiến bộ Trung Quốc" năm 1999, 2001, 2005;